# Corridge
Corridge var en civil parish 1866–1955 när det uppgick i Wallington Demesne, i grevskapet Northumberland i England. Civil parish var belägen 23 km från Bellingham och hade 4 invånare år 1951.